# Aurach am Hongar
Aurach am Hongar là một đô thị thuộc huyện Vöcklabruck thuộc bang Oberösterreich, Áo. Đô thị Aurach am Hongar có diện tích 25 km², dân số thời điểm năm 2006 là 1573 người.